# Francisco de Reynoso y San Pedro
Francisco de Reynoso y San Pedro "Perulero" (Boadilla de Rioseco, Palencia, Reino de Castilla, 1589 - Guadalajara, Reino de la Nueva Galicia, Virreinato de la Nueva España, 1666) fue un funcionario de la Corona Española que ejerció como corregidor de Cajititlán en 1630, ese mismo año dejó el corregimiento y fue nombrado capitán a guerra y alcalde de la ciudad de Guadalajara, capital del Reino de la Nueva Galicia; justicia mayor y alcalde de la Santa Hermandad de Hostotipaquillo de 1636 a 1639, fue alcalde Mayor de la provincia de Culiacán, oficial de la Real Hacienda y Caja de Su Majestad en Culiacán (Sinaloa) en 1640, Alcalde Mayor de Jerez y del Valle de Tlaltenango en 1650. Por último ejerció como alcalde mayor y de la Santa Hermandad de la villa de Yerena y minas de Sombrerete y Chalchiguites su distrito y jurisdicción (Zacatecas) en 1653. Este fue el último cargo conocido que desempeñó. Reynoso fue un personaje principal del Reino de la Nueva Galicia y fue conocido por su capacidad militar y diligente administración.

## Origen y familia
Nació en Boadilla de Rioseco, Palencia, c. 1589/1590, proveniente de una familia perteneciente a la antigua nobleza palentina, siendo hijo de Juan de Reinoso y González y de su segunda esposa María de San Pedro y Ximénez, hija a su vez de Juan de San Pedro y de Mari Ximénez. 
Su abuelo paterno, el boadillense Diego de Reinoso era hermano mayor del capitán Francisco de Reinoso y Escobar, conquistador de la Nueva España y La Florida y uno de los participantes en la Rebelión de Nueva España de 1565 liderada por Martín Cortés Zúñiga. Su esposa, Toribia González (erróneamente llamada Elvira González en un pleito de su hijo el clérigo Diego de Reinoso) era hermana de Francisco González el cual a su vez era marido de Teresa de Peñalosa (hermana de Diego). Estos últimos litigaron en 1563 contra los primeros sobre la partición de la herencia de sus padres Gonzalo de Reinoso e Isabel de Escobar, vecinos principales e hijosdalgos de Boadilla. Coincidentemente el abogado mexicano Salvador I. Reynoso y el químico farmacéutico Antonio Reynoso y Gómez Puente describen la genealogía anterior aunque con algunas diferencias. El primero, en sus memoria "Relación genealógica de la familia y linaje Reynoso" dice que el padre de Diego de Reinoso es Mariano Miguel de Reynoso lo cual, como se describe más adelante, es totalmente erróneo. Si bien Antonio Reynoso y Gómez Puente consigna correctamente y de manera profesional la relación genealógica, primero en 1928, y luego incluido como anexo biográfico y de su linaje en su obra "Poesía Póstuma" en 1960, se limita a publicar lo consignado en el pase a Indias del capitán Francisco de Reynoso y San Pedro hasta Diego de Reinoso. Es entonces el químico Antonio Reynoso y Gómez Puente aquel que descubre y consigna la verdadera filiación de este personaje en 1928.
El investigador Erik Andrés Reynoso Márquez, señor de Tejada, y bisnieto del químico, hacendado y escritor Antonio Reynoso y Gómez Puente, transcribe y consigna en la obra Reinoso: un linaje castellano, su importante hallazgo de las primeras diligencias de una probanza de hidalguía Ad Perpetuam Rei Memoriam ante la Real Chancillería de Valladolid realizadas por Juan de Reinoso y González en la cual manifiesta que además del capitán Francisco de Reynoso tuvo a Joseph de Reynoso, a Cristóbal de Reynoso y a Isabel de Reynoso. Los dos primeros, ausentes de Boadilla en 1614. Aunado a ello consigna que los padres de Diego fueron los antedichos Gonzalo de Reinoso e Isabel de Escobar, hidalgos principales de Boadilla, ahondando las investigaciones del químico Reynoso y Gómez Puente y corrigiendo los múltiples errores escritos por Reynoso e Híjar. 
El historiador autillano Marcial de Castro Sánchez en investigación conjunta con Reynoso y Márquez, descubrieron por vez primera y publicaron, que esta rama tiene origen en en el antiguo linaje de Villacorta cuyo solar leonés, próximo a Valderrueda, estaba situado en la comarca de la montaña de Riaño. Tomaron el apellido de Reinoso por varonía al ser más distinguido y así fue transmitido desde el siglo XV hasta la actualidad.

## Llegada a los territorios ultramarinos
Hacia 1605 fue enviado a Sevilla donde residió antes de pasar a las Indias y en la cual también residían sus parientes Jorge y Francisco de Medina Reinoso quienes comerciaban activamente entre Sevilla, la Nueva España y el virreinato del Perú y con los que seguramente adquirió habilidades relacionadas con el comercio. Antes de partir a las Indias, o quizás la razón para hacerlo, es que fue criado de Alonso de Espinosa Saravia quien el 30 de octubre de 1604 fue nombrado contador de la Real Hacienda de las Filipinas y después regidor de Manila. El contador tenía una amplia experiencia en los reinos ultramarinos ayudando a su tío el contador Fernando de Santotis y habiendo sido él mismo oficial de contaduría (1588), escribano y notario público de Indias en la Nueva España (1590) donde residió varios años manteniendo casa poblada con su esposa María de Godoy y tenida como de mucha honra en la ciudad de México.
Reynoso, estando en Filipinas, formaba parte del proceso burocrático que recibía mercadería de China y Japón las cuales eran transportadas en galeones desde Manila por lo que debió haber estado familiarizado con el proceso y con los comerciantes. Como criado del regidor Espinosa Saravia también debió haber ayudado con procesos de reportes de entradas y salidas de galeones.
Hacia 1616 se encuentra en la Nueva Galicia donde es conocido por sus contemporáneos como comerciante perulero. Entra al servicio de Juan de Guzmán, caballero de la Orden de San Juan de Jerusalén y conoce en Nueva Galicia al comerciante japonés Soemon Fukuchi estableciendo dos sociedades comerciales en el corazón de la Nueva Galicia, su capital la ciudad de Guadalajara.

## Perulero
Este término aparece por vez primera junto al nombre del capitán Francisco de Reynoso en el manuscrito del chantre Diego Flores de la Torre razón por la cual genealogistas como Jorge Palomino y Cañedo contemplaban la posibilidad de que hubiera nacido en el Virreinato del Perú. 
Reynoso y Márquez indica que: "un largo, detallado y minucioso análisis de su vida me ha permitido esclarecer que no se refiere a su lugar de nacimiento sino a lo que se dedicaba y por lo que fue conocido. Perulero no es un mote, el manuscrito Bancroft nunca le añade el pronombre El, únicamente aparece como perulero". 
También añade lo siguiente:
"Perulero ha sido utilizado para definir lo siguiente, en orden de mayor uso:
1. Comerciantes, peninsulares o criollos, que compraban y vendían mercadería entre los reinos ultramarinos y los reinos de Castilla. En ocasiones concertaban los tratos comerciales entre comprador y vendedor participando como intermediarios.
2. Los que regresaban a los reinos de Castilla habiendo estado en el Virreinato del Perú
3. Los criollos que habían nacido en el Perú.
La amplitud del término es la razón por la que algunos investigadores como Palomino y Cañedo buscaran el origen del capitán Francisco de Reynoso en dicho virreinato omitiendo el primer y segundo punto".

Otros comerciantes peruleros nacidos en la península ibérica fueron Francisco de Medina Reinoso y su hermano Jorge de Medina Reinoso, ambos nacidos en Portugal.
Francisco de Reynoso y San Pedro, después de servir en Filipinas, pasó al virreinato del Perú y la Nueva España comerciando, razón por la cual fue conocido por sus contemporáneos como perulero.

## Su estancia en Nueva Galicia
Sirvió a Juan de Guzmán por un periodo aproximado de diez años finalizando el 1616 cuando en Mexticacán fue su juez de mesta y hermandad. Podemos todavía seguir su rastro en 1620 cuando fue vecino de la villa de Culiacán en lo que hoy es Sinaloa (México), lugar en el que también había dejado huella otro pariente puesto que el capitán Juan (Cisneros) de Reynoso había sido teniente general de la provincia de Culiacán en 1595.
En años posteriores fija su residencia entre Guadalajara y Zacatecas siendo una persona activa en la sociedad de Guadalajara. En 1634 lo encontramos en esta ciudad como albacea testamentario de Diego Díaz Coronel, esposo de María de la Torre. En 1645 se encuentra en Guadalajara como alcalde ordinario en el documento de la herencia de los herederos de los hijos de Francisco de Mesa y Melchora de Cervantes y en 1650 se nombran en un protocolo los corrales de las casas del capitán Francisco de Reynoso fijando su residencia entonces en la capital de la Nueva Galicia.
El 4 de junio de 1659 fue llamado por la Real Audiencia de Guadalajara para presentar testimonio sobre la situación de la alcaldía de la villa de Llerena y Minas de Sombrerete. En este documento declara ante el escribano Diego Pérez de Rivera que el valor del oficio de alguacil es de no más de dos mil pesos por los pocos aprovechamientos que quedan en la zona. Así mismo declara que su edad es de más de setenta años y durante esta entrevista le acompaña su hijo Juan de Reynoso y Padilla quien ejercerá años más tarde el cargo de alcalde mayor de Charcas (San Luis Potosí).

## Matrimonio y descendencia
Contrajo matrimonio hacia 1619/1620 en la villa de San Miguel de Culiacán con Mariana de Padilla Dávila y Medina, hija del capitán Sancho de Padilla Dávila y Temiño y de Isabel de Medina y Mesa, también conocida como Medina de Villavicencio.
Fueron sus hijos:
- Sancha de Reynoso y Padilla Dávila (n. 1621, Culiacán). Casada en Guadalajara con Juan Maldonado de Cuéllar, natural de Valdepeñas.
- El capitán Francisco de Reynoso y Padilla Dávila. (n. 1628, Culiacán) Capitán a guerra. Alcalde mayor de la ciudad de Guadalajara de 1660 a 1662. Casado con Josefa de Rentería y Valdés y dueños del trapiche y hacienda de San José de la Barranca y de la hacienda de San Cristóbal de la Barranca donde nació Diego, su primogénito. Padres del capitán Diego de Reynoso y Rentería (n. 1658, San Cristóbal de la Barranca), nombrado así por su abuelo materno el capitán Diego de Rentería y Flores de la Torre Velasco y por su bisabuelo paterno Diego de Reinoso y Escobar; dueño de la Hacienda de Cañada de Negros (San Francisco del Rincón) y cuyos descendientes enlazarían con el marquesado de San Clemente, con descendencia en Michoacán y Guanajuato) siendo la rama principal la de Reynoso y Márquez; el capitán Francisco de Reynoso y Rentería (n. 1660, Guadalajara), Emerenciana de Reynoso y Rentería (n. 1661), Juana Bernarda de Reynoso y Rentería (n. 1663, Ocotlán), Mariana de Reynoso y Rentería (n. 1665, Juchipila), el capitán Joseph de Reynoso y Rentería (n. 1667, Juchipila), el capitán Antonio de Reynoso y Rentería (n. 1670, Juchipila).
- El capitán Juan de Reynoso y Padilla Dávila (n. 1632, Guadalajara), casado en primeras nupcias con Isabel de Estrada, segundas con Juana de Aragón y Tovar y terceras con María de Zúñiga en Tacotán (Nueva Galicia)
- El capitán Diego de Reynoso y Padilla Dávila (n. 1634, Guadalajara). Casado con Margarita de Rentería y Valdés.
- El capitán Joseph de Reynoso y Padilla Dávila (n. 1638, Guadalajara). Casado con María Bautista Avella de Orozco también conocida como María de Valdés.
- El capitán Antonio de Reynoso y Padilla Dávila (n. 1639, Guadalajara)

Es importante advertir que Reynoso e Híjar cita en su mecanuscrito "Relación genealógica de la familia y linaje Reynoso", publicada en 1940, a un José Joaquín de Reinoso, administrador de las minas de Cata a finales del siglo XIX, hijo de un Joaquín Andrés nacido hacia 1700 que supuestamente es hijo de Francisco de Reynoso y de Josefa de Rentería. Esto es un craso error del abogado, el cual tendía a inventar los datos que le faltaban, toda vez que los hijos de Francisco y Josefa nacieron entre 1658 y 1670.

## Ancestros[11]
| \| \| \| \| \| \| \| \| \| \| \| \| \| \| \| \| \| \| \| \| 16. Gonzalo de Reinoso, hijo del bachiller Fernán Alonso de Villacorta y de Mari Díez de Reinoso, hermana del señor de Autillo \| \| \| \| \| \| \| \| \| \| \| \| \| \| \| \| \| \| \| \| \| \| \| \| \| \| \| \| \| \| \| \| \| \| \| \| \| \| \| \| \| \| \| \| \| \| \| \| \| \| \| \| \| \| 8. Gonzalo de Reinoso y Melgar \| \| \| \| \| \| \| \| \| \| \| \| \| \| \| \| \| \| \| \| \| \| \| \| \| \| \| \| \| \| \| \| \| \| \| \| \| \| \| \| \| \| \| \| \| \| \| \| \| \| \| \| \| \| 17. Inés García de Melgar, hija de Diego de Melgar e Inés de Melgar \| \| \| \| \| \| \| \| \| \| \| \| \| \| \| \| \| \| \| \| \| \| \| \| \| \| \| \| \| \| \| \| \| \| \| \| \| \| \| \| \| \| \| \| \| \| \| \| \| \| \| \| \| \| 4. Diego de Reinoso y Escobar \| \| \| \| \| \| \| \| \| \| \| \| \| \| \| \| \| \| \| \| \| \| \| \| \| \| \| \| \| \| \| \| \| \| \| \| \| \| \| \| \| \| \| \| \| \| \| \| \| \| \| \| \| \| 18. Diego de Escobar y González, caballero notorio y con ejecutoria de hidalguía, hijo de Diego González de Escobar y de Catalina González \| \| \| \| \| \| \| \| \| \| \| \| \| \| \| \| \| \| \| \| \| \| \| \| \| \| \| \| \| \| \| \| \| \| \| \| \| \| \| \| \| \| \| \| \| \| \| \| \| \| \| \| \| \| 9. Isabel de Escobar y Peñalosa \| \| \| \| \| \| \| \| \| \| \| \| \| \| \| \| \| \| \| \| \| \| \| \| \| \| \| \| \| \| \| \| \| \| \| \| \| \| \| \| \| \| \| \| \| \| \| \| \| \| \| \| \| \| 19. Isabel Pérez de Peñalosa, sobrina de Rodrigo de Peñalosa, regidor de Segovia \| \| \| \| \| \| \| \| \| \| \| \| \| \| \| \| \| \| \| \| \| \| \| \| \| \| \| \| \| \| \| \| \| \| \| \| \| \| \| \| \| \| \| \| \| \| \| \| \| \| \| \| \| \| 2. Juan de Reinoso y González \| \| \| \| \| \| \| \| \| \| \| \| \| \| \| \| \| \| \| \| \| \| \| \| \| \| \| \| \| \| \| \| \| \| \| \| \| \| \| \| \| \| \| \| \| \| \| \| \| \| \| \| \| \| 5. Toribia González \| \| \| \| \| \| \| \| \| \| \| \| \| \| \| \| \| \| \| \| \| \| \| \| \| \| \| \| \| \| \| \| \| \| \| \| \| \| \| \| \| \| \| \| \| \| \| \| \| \| \| \| \| \| 1. Francisco de Reynoso y San Pedro, capitán a guerra \| \| \| \| \| \| \| \| \| \| \| \| \| \| \| \| \| \| \| \| \| \| \| \| \| \| \| \| \| \| \| \| \| \| \| \| \| \| \| \| \| \| \| \| \| \| \| \| \| \| \| \| \| \| 24. Diego de San Pedro, caballero hijodalgo que sirvió en la Guerra de Ronda y Marbella \| \| \| \| \| \| \| \| \| \| \| \| \| \| \| \| \| \| \| \| \| \| \| \| \| \| \| \| \| \| \| \| \| \| \| \| \| \| \| \| \| \| \| \| \| \| \| \| \| \| \| \| \| \| 12. Cristóbal de San Pedro y Vaca \| \| \| \| \| \| \| \| \| \| \| \| \| \| \| \| \| \| \| \| \| \| \| \| \| \| \| \| \| \| \| \| \| \| \| \| \| \| \| \| \| \| \| \| \| \| \| \| \| \| \| \| \| \| 25. Isabel Vaca, natural de Peñafiel \| \| \| \| \| \| \| \| \| \| \| \| \| \| \| \| \| \| \| \| \| \| \| \| \| \| \| \| \| \| \| \| \| \| \| \| \| \| \| \| \| \| \| \| \| \| \| \| \| \| \| \| \| \| 6. Juan de San Pedro y Rodríguez \| \| \| \| \| \| \| \| \| \| \| \| \| \| \| \| \| \| \| \| \| \| \| \| \| \| \| \| \| \| \| \| \| \| \| \| \| \| \| \| \| \| \| \| \| \| \| \| \| \| \| \| \| \| 26. Juan Rodríguez, mercader y vecino de Dueñas \| \| \| \| \| \| \| \| \| \| \| \| \| \| \| \| \| \| \| \| \| \| \| \| \| \| \| \| \| \| \| \| \| \| \| \| \| \| \| \| \| \| \| \| \| \| \| \| \| \| \| \| \| \| 13. Leonor Rodríguez \| \| \| \| \| \| \| \| \| \| \| \| \| \| \| \| \| \| \| \| \| \| \| \| \| \| \| \| \| \| \| \| \| \| \| \| \| \| \| \| \| \| \| \| \| \| \| \| \| \| \| \| \| \| 27. Aldonza Rodríguez, vecina de Dueñas \| \| \| \| \| \| \| \| \| \| \| \| \| \| \| \| \| \| \| \| \| \| \| \| \| \| \| \| \| \| \| \| \| \| \| \| \| \| \| \| \| \| \| \| \| \| \| \| \| \| \| \| \| \| 3. María de San Pedro y Ximénez \| \| \| \| \| \| \| \| \| \| \| \| \| \| \| \| \| \| \| \| \| \| \| \| \| \| \| \| \| \| \| \| \| \| \| \| \| \| \| \| \| \| \| \| \| \| \| \| \| \| \| \| \| \| 28. García Ximénez de Cisneros \| \| \| \| \| \| \| \| \| \| \| \| \| \| \| \| \| \| \| \| \| \| \| \| \| \| \| \| \| \| \| \| \| \| \| \| \| \| \| \| \| \| \| \| \| \| \| \| \| \| \| \| \| \| 14. Ximón García \| \| \| \| \| \| \| \| \| \| \| \| \| \| \| \| \| \| \| \| \| \| \| \| \| \| \| \| \| \| \| \| \| \| \| \| \| \| \| \| \| \| \| \| \| \| \| \| \| \| \| \| \| \| 29. María Fernández \| \| \| \| \| \| \| \| \| \| \| \| \| \| \| \| \| \| \| \| \| \| \| \| \| \| \| \| \| \| \| \| \| \| \| \| \| \| \| \| \| \| \| \| \| \| \| \| \| \| \| \| \| \| 7. Catalina Ximénez \| \| \| \| \| \| \| \| \| \| \| \| \| \| \| \| \| \| \| \| \| \| \| \| \| \| \| \| \| \| \| \| \| \| \| \| \| \| \| \| \| \| \| \| \| \| \| \| \| \| \| \| \| \| 15. Catalina González \| \| \| \| \| \| \| \| \| \| \| \| \| \| \| \| \| \| \| \| \| \| \| \| \| \| \| \| \| \| \| \| \| \| \| \| \| \| \| \| \| \| \| \| \| \| \| \| \| \| \| \| | |  |  |  |  |  |  |  |  |  |  |  |  |  |  |  |
| | |  |  |  |  |  |  |  |  |  |  |  |  |  |  |  |
| | 16. Gonzalo de Reinoso, hijo del bachiller Fernán Alonso de Villacorta y de Mari Díez de Reinoso, hermana del señor de Autillo             |  |  |  |  |  |  |  |  |  |  |  |  |  |  |  |
| | |  |  |  |  |  |  |  |  |  |  |  |  |  |  |  |
| | |  |  |  |  |  |  |  |  |  |  |  |  |  |  |  |
| | 8. Gonzalo de Reinoso y Melgar |  |  |  |  |  |  |  |  |  |  |  |  |  |  |  |
| | |  |  |  |  |  |  |  |  |  |  |  |  |  |  |  |
| | |  |  |  |  |  |  |  |  |  |  |  |  |  |  |  |
| | 17. Inés García de Melgar, hija de Diego de Melgar e Inés de Melgar                                                                        |  |  |  |  |  |  |  |  |  |  |  |  |  |  |  |
| | |  |  |  |  |  |  |  |  |  |  |  |  |  |  |  |
| | |  |  |  |  |  |  |  |  |  |  |  |  |  |  |  |
| | 4. Diego de Reinoso y Escobar |  |  |  |  |  |  |  |  |  |  |  |  |  |  |  |
| | |  |  |  |  |  |  |  |  |  |  |  |  |  |  |  |
| | |  |  |  |  |  |  |  |  |  |  |  |  |  |  |  |
| | 18. Diego de Escobar y González, caballero notorio y con ejecutoria de hidalguía, hijo de Diego González de Escobar y de Catalina González |  |  |  |  |  |  |  |  |  |  |  |  |  |  |  |
| | |  |  |  |  |  |  |  |  |  |  |  |  |  |  |  |
| | |  |  |  |  |  |  |  |  |  |  |  |  |  |  |  |
| | 9. Isabel de Escobar y Peñalosa |  |  |  |  |  |  |  |  |  |  |  |  |  |  |  |
| | |  |  |  |  |  |  |  |  |  |  |  |  |  |  |  |
| | |  |  |  |  |  |  |  |  |  |  |  |  |  |  |  |
| | 19. Isabel Pérez de Peñalosa, sobrina de Rodrigo de Peñalosa, regidor de Segovia                                                           |  |  |  |  |  |  |  |  |  |  |  |  |  |  |  |
| | |  |  |  |  |  |  |  |  |  |  |  |  |  |  |  |
| | |  |  |  |  |  |  |  |  |  |  |  |  |  |  |  |
| | 2. Juan de Reinoso y González |  |  |  |  |  |  |  |  |  |  |  |  |  |  |  |
| | |  |  |  |  |  |  |  |  |  |  |  |  |  |  |  |
| | |  |  |  |  |  |  |  |  |  |  |  |  |  |  |  |
| | 5. Toribia González |  |  |  |  |  |  |  |  |  |  |  |  |  |  |  |
| | |  |  |  |  |  |  |  |  |  |  |  |  |  |  |  |
| | |  |  |  |  |  |  |  |  |  |  |  |  |  |  |  |
| | 1. Francisco de Reynoso y San Pedro, capitán a guerra                                                                                      |  |  |  |  |  |  |  |  |  |  |  |  |  |  |  |
| | |  |  |  |  |  |  |  |  |  |  |  |  |  |  |  |
| | |  |  |  |  |  |  |  |  |  |  |  |  |  |  |  |
| | 24. Diego de San Pedro, caballero hijodalgo que sirvió en la Guerra de Ronda y Marbella                                                    |  |  |  |  |  |  |  |  |  |  |  |  |  |  |  |
| | |  |  |  |  |  |  |  |  |  |  |  |  |  |  |  |
| | |  |  |  |  |  |  |  |  |  |  |  |  |  |  |  |
| | 12. Cristóbal de San Pedro y Vaca |  |  |  |  |  |  |  |  |  |  |  |  |  |  |  |
| | |  |  |  |  |  |  |  |  |  |  |  |  |  |  |  |
| | |  |  |  |  |  |  |  |  |  |  |  |  |  |  |  |
| | 25. Isabel Vaca, natural de Peñafiel |  |  |  |  |  |  |  |  |  |  |  |  |  |  |  |
| | |  |  |  |  |  |  |  |  |  |  |  |  |  |  |  |
| | |  |  |  |  |  |  |  |  |  |  |  |  |  |  |  |
| | 6. Juan de San Pedro y Rodríguez |  |  |  |  |  |  |  |  |  |  |  |  |  |  |  |
| | |  |  |  |  |  |  |  |  |  |  |  |  |  |  |  |
| | |  |  |  |  |  |  |  |  |  |  |  |  |  |  |  |
| | 26. Juan Rodríguez, mercader y vecino de Dueñas                                                                                            |  |  |  |  |  |  |  |  |  |  |  |  |  |  |  |
| | |  |  |  |  |  |  |  |  |  |  |  |  |  |  |  |
| | |  |  |  |  |  |  |  |  |  |  |  |  |  |  |  |
| | 13. Leonor Rodríguez |  |  |  |  |  |  |  |  |  |  |  |  |  |  |  |
| | |  |  |  |  |  |  |  |  |  |  |  |  |  |  |  |
| | |  |  |  |  |  |  |  |  |  |  |  |  |  |  |  |
| | 27. Aldonza Rodríguez, vecina de Dueñas |  |  |  |  |  |  |  |  |  |  |  |  |  |  |  |
| | |  |  |  |  |  |  |  |  |  |  |  |  |  |  |  |
| | |  |  |  |  |  |  |  |  |  |  |  |  |  |  |  |
| | 3. María de San Pedro y Ximénez |  |  |  |  |  |  |  |  |  |  |  |  |  |  |  |
| | |  |  |  |  |  |  |  |  |  |  |  |  |  |  |  |
| | |  |  |  |  |  |  |  |  |  |  |  |  |  |  |  |
| | 28. García Ximénez de Cisneros |  |  |  |  |  |  |  |  |  |  |  |  |  |  |  |
| | |  |  |  |  |  |  |  |  |  |  |  |  |  |  |  |
| | |  |  |  |  |  |  |  |  |  |  |  |  |  |  |  |
| | 14. Ximón García |  |  |  |  |  |  |  |  |  |  |  |  |  |  |  |
| | |  |  |  |  |  |  |  |  |  |  |  |  |  |  |  |
| | |  |  |  |  |  |  |  |  |  |  |  |  |  |  |  |
| | 29. María Fernández |  |  |  |  |  |  |  |  |  |  |  |  |  |  |  |
| | |  |  |  |  |  |  |  |  |  |  |  |  |  |  |  |
| | |  |  |  |  |  |  |  |  |  |  |  |  |  |  |  |
| | 7. Catalina Ximénez |  |  |  |  |  |  |  |  |  |  |  |  |  |  |  |
| | |  |  |  |  |  |  |  |  |  |  |  |  |  |  |  |
| | |  |  |  |  |  |  |  |  |  |  |  |  |  |  |  |
| | 15. Catalina González |  |  |  |  |  |  |  |  |  |  |  |  |  |  |  |
| | |  |  |  |  |  |  |  |  |  |  |  |  |  |  |  |
| | |  |  |  |  |  |  |  |  |  |  |  |  |  |  |  |